# Dante's Lunch: A Short Tail
Dante's Lunch: A Short Tail é um curta de animação com os personagens do filme de animação da Pixar, Coco. Foi lançado em 29 de março de 2017.

## Enredo
Todo cachorro tem seu dia, mas o pobre Dante parece não conseguir dar um tempo. O cachorro de Miguel só quer desfrutar de um bom osso.

## Elenco
- Gael García Bernal como Héctor
- Anthony Gonzalez como Miguel Rivera

## Ligações Externas
- Dante's Lunch no YouTube na página oficial da Disney UK
- Dante's Lunch: A Short Tail. no IMDb.